# The Sun's Tirade
The Sun's Tirade è il primo album in studio del rapper statunitense Isaiah Rashad, pubblicato il 2 settembre 2016 dalla Top Dawg Entertainment.

## Descrizione
L'album, registrato durante un periodo in cui Rashad ha vissuto lotte con la depressione e la dipendenza, presenta un tono fortemente riflessivo e consapevole con una produzione che prende influenza da hip hop, trap, trip hop, soul e jazz. Presenta le apparizioni come ospiti di SiR, Zacari, Kendrick Lamar, Deacon Blues, Kari Faux, Syd tha Kyd, Hugh Augustine, Jay Rock e SZA. La produzione dell'album è stata gestita da diversi produttori, tra cui Mike Will Made It, D. Sanders, Cam O'bi, J. LBS, The Antydote e Chris Calor.

## Accoglienza
The Sun's Tirade ha ricevuto il plauso da parte della critica musicale ed è apparso in numerose liste dei migliori album di fine anno di varie pubblicazioni. L'album ha debuttato alla posizione numero 17 della Billboard 200 degli Stati Uniti, vendendo 19.000 copie nella prima settimana. L'album è stato supportato dal singolo principale acclamato dalla critica, Free Lunch.

## Tracce
1. Where U At? – 0:44
2. 4r da Squaw – 3:52
3. Free Lunch – 3:12
4. Rope//Rosegold (feat. SiR) – 4:43
5. Wat's Wrong (feat. Zacari e Kendrick Lamar) – 5:30
6. Park – 2:53
7. Bday (feat. Deacon Blues e Kari Faux) – 3:52
8. Silkk da Shocka (feat. Syd) – 2:46
9. Tity and Dolla (feat. Hugh Augustine e Jay Rock) – 4:58
10. Stuck in the Mud (feat. SZA) – 7:03
11. A Lot – 3:25
12. AA – 3:30
13. Dressed like Rappers – 3:26
14. Don't Matter – 2:56
15. Brenda – 4:10
16. By George (Outro) – 3:18
17. Find a Topic (Homies Begged) – 2:48